# Heather Thomas
Heather Thomas, all'anagrafe Heather Anne Thomas (Greenwich, 8 settembre 1957), è un'attrice statunitense.
È conosciuta per il ruolo di Jody Banks nella serie televisiva d'azione Professione pericolo (113 episodi dal 1981 al 1986), al fianco di Lee Majors e Douglas Barr.

## Biografia
Diplomata alla Santa Monica High School nel 1975, proseguì gli studi alla prestigiosa UCLA Film School, laureandosi nel 1979. Nel 1984 ebbe problemi di dipendenza dalla cocaina; Lee Majors e i produttori della serie televisiva Professione pericolo la incitarono a smettere altrimenti il telefilm avrebbe fatto a meno di lei. In quegli anni ebbe anche un incidente stradale, per il quale rischiò l'amputazione delle gambe, situazione poi normalizzata da più di 30 operazioni chirurgiche. In quel periodo cominciò a scrivere.

### Vita privata
È sposata dal 1992 con l'avvocato Harry M. (Skip) Brittenham e ha una figlia, India Rose, nata nel giugno 2000. La coppia vive tra Santa Monica e Jackson Hole, nel Wyoming.

## Filmografia

### Cinema
- Zapped! - Il college più sballato d'America (Zapped!), regia di Robert J. Rosenthal (1982)
- Cyclone - Arma fatale (Cyclone), regia di Fred Olen Ray (1987)
- Der Stein des Todes, regia di Franz Josef Gottlieb (1987)
- Red Blooded American Girl, regia di David Blyth (1990)
- Hidden Obsession, regia di John Stewart (1993)
- Against the Law, regia di Jim Wynorski (1997)
- My Giant, regia di Michael Lehmann (1998)
- Girltrash: All Night Long, regia di Alexandra Kondracke (2014)
- The Fall Guy, regia di David Leitch (2024) - cameo

### Televisione
- David Cassidy - Man Undercover – serie TV, episodio 1x05 (1978)
- California Fever – serie TV, episodio 1x10 (1979)
- Co-ed Fever – serie TV, 8 episodi (1979)
- Truck Driver – serie TV, episodio 2x19 (1980)
- Lobo – serie TV, episodio 1x18 (1979)
- Professione pericolo (The Fall Guy) – serie TV, 112 episodi (1981–1986)
- Trauma Center – serie TV, episodio 1x02 (1983)
- Love Boat (The Love Boat) – serie TV, episodi 6x25–7x07–7x08 (1983)
- T.J. Hooker – serie TV, episodio 4x04 (1984)
- Cover Up – serie TV, episodio 1x08 (1984)
- Mike Hammer investigatore privato (Mike Hammer) – serie TV, episodio 3x20 (1987)
- Ford: un uomo, un impero (Ford: The Man and the Machine), regia di Allan Eastman – film TV (1987)
- D.C. Follies – serie TV, episodio 1x16 (1987)
- Hoover vs. the Kennedys: The Second Civil War – serie TV, episodi 1x01–1x02 (1987)
- Quella sporca dozzina - Missione nei Balcani (The Dirty Dozen: The Fatal Mission), regia di Lee H. Katzin – film TV (1988)
- Flair – miniserie TV, episodi 1x01–1x02 (1990)
- In the Director's Chair: The Man Who Invented Edward Scissorhands, regia di Roland Mesa – film TV (1990)
- Palm Springs, operazione amore (P.S.I. Luv U) – serie TV, episodio 1x11 (1991)
- I misteri della laguna (Swamp Thing) – serie TV, episodio 3x08 (1992)
- Pointman – serie TV, episodio 2x06 (1995)

## Doppiatrici italiane
- Isabella Pasanisi in Professione pericolo (2ª voce), The Fall Guy
- Maria Pia Di Meo in Professione pericolo (1ª voce)